# 25653 Baskaran
25653 Baskaran (tên chỉ định: 2000 AV84) là một tiểu hành tinh vành đai chính. Nó được phát hiện bởi dự án Nghiên cứu tiểu hành tinh gần Trái Đất Lincoln ở Socorro, New Mexico, ngày 5 tháng 1 năm 2000. Nó được đặt theo tên Akshai Baskaran, học sinh trường Kennewick High School đã thắng giải nhất Giải thưởng Khoa học và Kỹ thuật Intel vào năm 2009.